# Александр Іддір
Александр Іддір (21 лютого 1991 , Вільпент ) — французький дзюдоїст, олімпійський чемпіон 2020 року, призер чемпіонатів світу та Європи.

## Спортивні результати на міжнародних змаганнях

### Виступи на Олімпіадах
| Змагання                    | Місце проведення         | Вагова категорія | Місце       |
| --------------------------- | ------------------------ | ---------------- | ----------- |
| Літні Олімпійські ігри 2016 | Ріо-де-Жанейро, Бразилія | до 90 кг         | 7 місце     |
| Літні Олімпійські ігри 2020 | Токіо, Японія            | до 100 кг        | 1/16 фіналу |
| Літні Олімпійські ігри 2020 | Токіо, Японія            | змішана команда  | Золото      |

### Виступи на Чемпіонатах світу
| Змагання                     | Місце проведення   | Вагова категорія | Місце       |
| ---------------------------- | ------------------ | ---------------- | ----------- |
| Чемпіонат світу з дзюдо 2014 | Челябінськ, Росія  | до 90 кг         | 1/16 фіналу |
| Чемпіонат світу з дзюдо 2015 | Астана, Казахстан  | до 90 кг         | 1/8 фіналу  |
| Чемпіонат світу з дзюдо 2018 | Баку, Азербайджан  | до 100 кг        | 1/16 фіналу |
| Чемпіонат світу з дзюдо 2018 | Баку, Азербайджан  | змішана команда  | Срібло      |
| Чемпіонат світу з дзюдо 2019 | Токіо, Японія      | до 100 кг        | 1/8 фіналу  |
| Чемпіонат світу з дзюдо 2019 | Токіо, Японія      | змішана команда  | Срібло      |
| Чемпіонат світу з дзюдо 2021 | Будапешт, Угорщина | до 100 кг        | 7 місце     |

### Виступи на Чемпіонатах Європи
| Змагання                      | Місце проведення    | Вагова категорія | Місце      |
| ----------------------------- | ------------------- | ---------------- | ---------- |
| Чемпіонат Європи з дзюдо 2013 | Будапешт, Угорщина  | до 90 кг         | участь     |
| Чемпіонат Європи з дзюдо 2014 | Монпельє, Франція   | до 90 кг         | Бронза     |
| Європейські ігри 2015         | Баку, Азербайджан   | до 90 кг         | 1/8 фіналу |
| Чемпіонат Європи з дзюдо 2016 | Казань, Росія       | до 90 кг         | 5 місце    |
| Чемпіонат Європи з дзюдо 2020 | Прага, Чехія        | до 100 кг        | 1/8 фіналу |
| Чемпіонат Європи з дзюдо 2021 | Лісабон, Португалія | до 100 кг        | Бронза     |